# Bijeraghogarh
Bijeraghogarh fou un antic estat tributari protegit, del tipus zamindari, al districte de Jabalpur a les Províncies Centrals. Tenia al nord l'estat de Maihar, a l'est Rewa, i a l'oest Panna. La població el 1881 era de 86.276 habitants i la superfície de 1942 km².
Els thakurs o sobirans locals eren membres d'una branca de la família reial de Maihar però foren expropiats el 1858 després d'haver participat el 1857 a la rebel·lió dels sipais.
La capital era Bijeraghogarh, al tahsil de Murwara amb 2.645 habitants el 1881. Tenia un fort residència dels sobirans locals, de construcció relativament moderna.